# Пирофитовые водоросли
Пирофитовые водоросли (лат. Pyrrophyta) — устаревшая таксономическая группировка водорослей, объединявшая динофлагеллят (2500 современных видов) и криптомонад (165 современных видов).

## Строение
Основанием для объединения динофлагеллят и криптомонад стало сходство морфологии одноклеточных форм, характеризующихся дорсовентральным строением и, как следствие, преобладанием билатеральной симметрии. В их клетке можно выделить спинную, брюшную и боковые части, а передний и задний отделы неодинаковы по размерам. Для передвижения криптомонады и большинство динофлагеллят используют жгутики, длина которых может варьировать. Ещё одна общая черта таксонов — наличие вентральной борозды.
Пирофитовые водоросли обладают большим разнообразием пигментов антенных комплексов: кроме хлорофилла a и c2, они синтезируют много форм ксантофиллов (криптомонады также — фикобилины), придающих клеткам различным представителей цвет от оливкового до коричневого. Как и другие многие другие водоросли, запасают липидные капли и зерна крахмала.